# SMUマスタングス

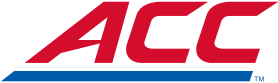
SMUカラーのACCのロゴ

SMUマスタングス（英: SMU Mustangs）は、アメリカ合衆国の南メソジスト大学のスポーツ競技チーム。NCAAディビジョンI所属。

## 競技チーム
| 男子スポーツ                            | 女子スポーツ     |
| --------------------------------------- | ---------------- |
| バスケットボール                        | バスケットボール |
| フットボール                            | クロスカントリー |
| ゴルフ                                  | 馬術             |
| サッカー                                | ゴルフ           |
| 水泳・飛込                              | ローイング       |
| テニス                                  | サッカー         |
|                                         | 水泳・飛込       |
|                                         | テニス           |
|                                         | 陸上†            |
|                                         | バレーボール     |
| †屋外競技チームと室内競技チームがある。 |                  |